# Castello Aragonese (Ortona)
Il Castello Aragonese  è una fortificazione di Ortona, ai margini della città e a strapiombo sul mare. Nota residenza della protettrice di Ortona Ludovica Ianneys (1756-1812) dal 1773 al 1812.

## Storia
La prima costruzione risale al 1452. La famiglia aragonese lo costruì sopra la vecchia struttura dei Caldora del XIV secolo. Tale struttura tuttavia risale all'epoca angioina del XIII secolo. Secondo le stesse ipotesi Giacomo Caldora avrebbe potuto potenziare il castello che sarebbe potuto essere preesistente. Nel XV secolo vi sono stati alcuni adattamenti e ricostruzioni parziali di un impianto preesistente.
Il castello svolse la funzione difensiva fino al XVII secolo,  quando fu acquistato dalla famiglia Baglioni come residenza signorile. Fu costruito un palazzo gentilizio all'interno delle mura, che nel XIX secolo cadde in abbandono. Da allora il castello fu usato come officina e polveriera. 

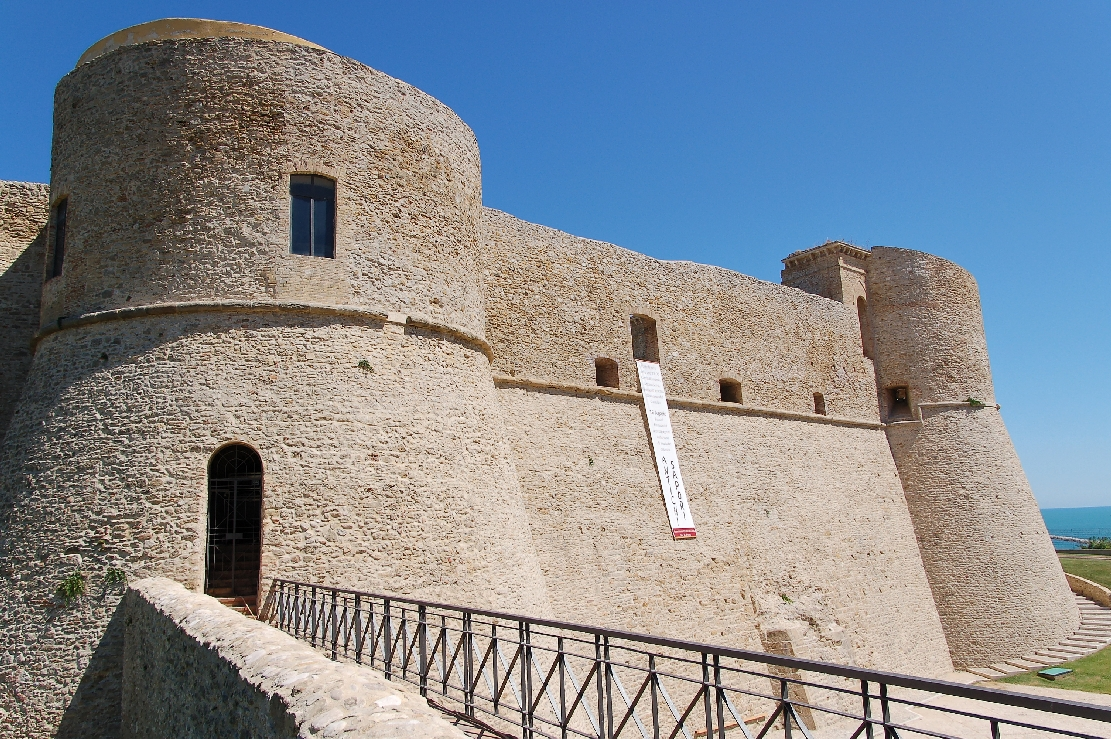
Facciata

Nel 1943 durante la battaglia di Ortona,  il castello è stato colpito da bombe tedesche e granate americane. La polvere da sparo conservata all'interno fece esplodere la struttura, di cui saltarono in aria tutta la parte superiore delle mura e il palazzo gentilizio. Nel '46 uno smottamento di terreno distrusse quasi la metà del castello, quella prospiciente il mare dalla falesia di tufo.
Dopo decenni di abbandono, il castello è stato oggetto di lavori di restauro e consolidamento avviati nel 2001.

## Descrizione
La base è pressoché trapezoidale ed è caratterizzato da quattro torri angolari di forma cilindrica (sebbene oggi ne siano sopravvissute solo tre) e da cortine su una scarpata. Il lato a ovest era occupato da una costruzione residenziale. Alcune foto di primo '900 mostrano il palazzo baronale all'interno delle mura, di stampo settecentesco, rielaborato dalla stanza di controllo della fortificazione.
Oggi del palazzo rimane un pezzo di muro perimetrale con decorazioni della cornice. Le mura hanno pianta a scarpa, con due grandi torri circolari poste sul lato di corso Matteotti, da dove oggi si accede. Le torri sono tipiche del periodo, perché hanno la base a scarpa più larga, e il corpo centrale a forma di cilindro con finestre ad arco gotico (quelle della torre ovest sono rettangolari). Sulla parete ovest vi è anche una terza torre più piccola, sempre cilindrica, con finestra ad arco a sesto acuto. La pavimentazione della base del lato di ingresso, con arcate sulla muratura del castello, lascia intravedere che la struttura avesse un fossato d'acqua. 

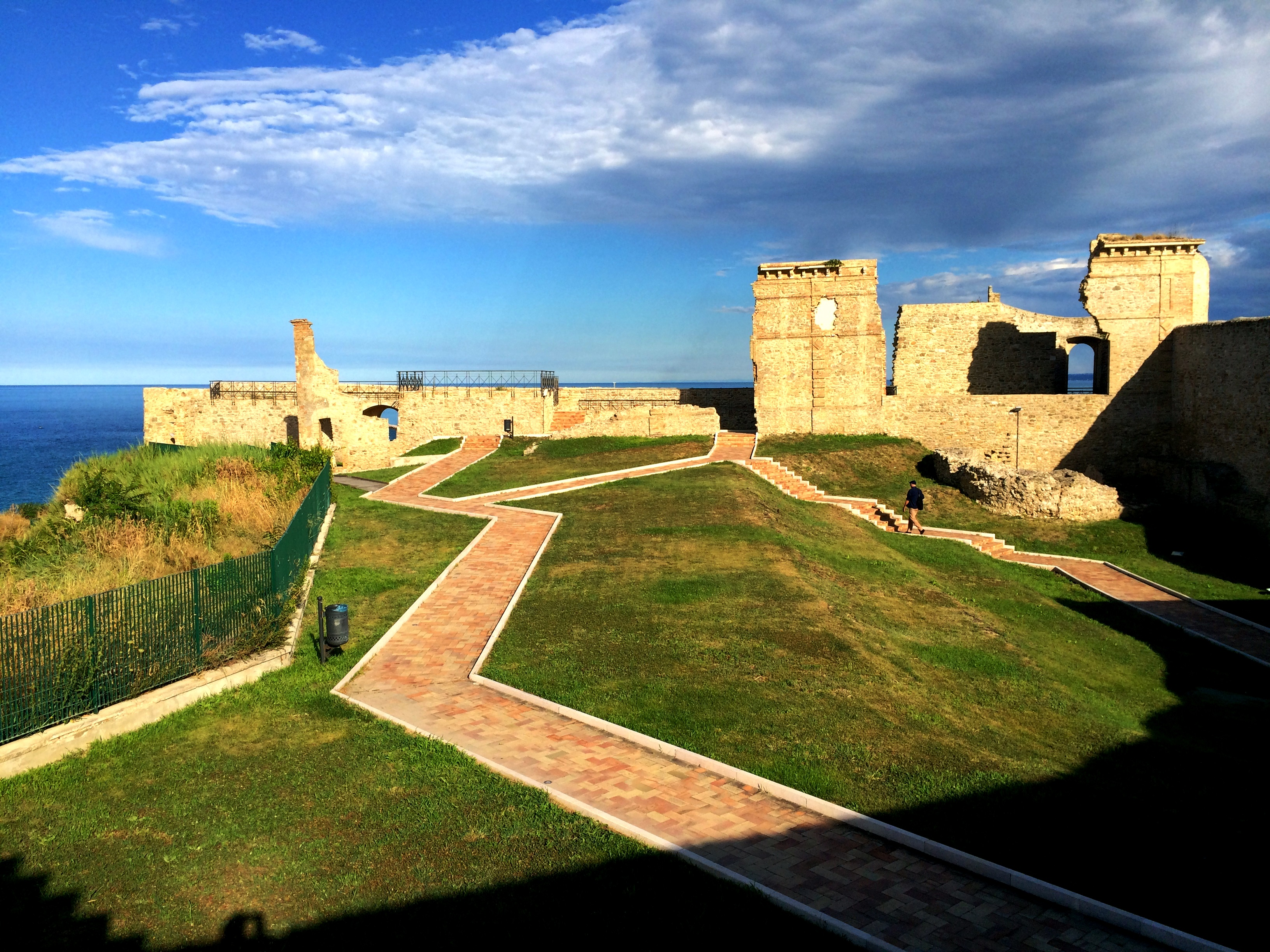
I resti del fabbricato residenziale.

L'interno è accessibile da un piccolo giardino che costeggia le mura, e da una scala sopra i resti di una torre laterale. L'interno è spoglio a causa della distruzione della guerra, ed è stato riabilitato a giardino, con conservazione delle mura verso il lato di ingresso dal corso Matteotti. Infatti vi sono delle scale che conducono ai sotterranei del castello, mentre una seconda scala porta al Museo della Torre ovest: si conservano pannelli delle foto storiche del castello e arredi delle famiglie nobili che possedettero la struttura.
La torre est è accessibile da un'altra rampa di scale e all'interno è vuota, usata come belvedere panoramico.